# Lars (prénom)
Lars est un prénom masculin scandinave dérivé du latin Laurentius « celui qui porte le laurier »,. Il est surtout porté au Danemark et en Norvège.
Le prénom Lars est à l'origine du patronyme dano-norvégien Larsen et du patronyme suédois Larsson signifiant « Fils de Lars ».

## Personnalités portant ce prénom
- Pour l'ensemble des articles sur les personnes portant ce prénom, consulter :
  - la liste des articles dont le titre commence par ce prénom
  - les listes produites par Wikidata : Liste des personnes de prénom « Lars » — même liste en incluant les éventuels prénoms composés qui contiennent « Lars ».